# Edward Cullen
Edward Cullen er en fiktiv person fra Stephenie Meyers bogserie, som består af bøgerne Twilight, New Moon, Eclipse og Breaking Dawn.

## Bog og fortælling/ sagn

### Karakteristika
- Fulde navn: Edward Anthony Masen Cullen.
- Fødselsdato: 20. juni 1901.
- Blev vampyr i: 1918, da han var 17 år.
- Oprindelse: Chicago, Illinois.
- Hårfarve: Bronzeagtig.
- Øjenfarve: Oprindeligt grønne. Som vampyr er de lige fra mørk honninggule til sorte når han er tørstig.
- Højde: 188 cm.
- Uddannelse/Beskæftigelse: Han har to uddannelser inden for medicin, men har aldrig arbejdet som læge. Hans andre uddannelser er inden for litteratur, matematik, jura, fysik, adskillige sprog, kunsthistorie og international økonomi. Edward ejer sin families hus i Chicago, og omkring hvert halvtredsindstyvende år "arver" han familieformuen fra sig selv.
- Hobby: Han elsker musik – han spiller mange forskellige instrumenter, synger og har en enorm samling af vinylplader og cd'er. Han samler også på biler.
- Køretøj: En sølvfarvet Volvo S60R og en sølvfarvet Aston Martin V12 Vanquish.

### Ide
Figuren Edward Cullen er baseret på Gilbert Blythe, Fitzwilliam Darcy, og Edward Rochester – specielt charmerende, høflig, bestemt og stædig. Han er meget beskyttende over for Bella og sætter hendes sikkerhed, menneskelighed og følelser over alt andet, han synes, hun er fuldkommen og perfekt, som hun er og føler, at hvis han forvandler hende til vampyr, vil han ødelægge hende.
Han overanalyserer ofte situation og har en tendens til at overreagere, specielt når det gælder Bella. Han har beholdt en gammeldags måde at tale på fra sit tidligere liv i 1900-tallet og han er romantisk. 
Han ser sig selv som et monster, og efter at han bliver forelsket i Bella, ønsker han desperat, at han var menneske, så han kan være sammen med hende uden at bringe hendes liv i fare.

### Udseende
Edward er beskrevet af Bella som utrolig flot. Hun sammenligner ham med Adonis,en græsk gud. Hans hud er "marmoragtig" – meget bleg, iskold og glitrer i sollys. 
Hun beskriver hans ansigtstræk som perfekte, med høje kindben, stærk kæbelinje, en ret næse og fyldige læber. Han er 1.88 m. høj. Han har bronzefarvet forpjusket hår. Han er ranglet men muskuløs. Han har et drenget udseende.
Som menneske havde Edward Cullen grønne øjne.
Som vampyr har han gyldne øjne. Farven er som rav, som bliver sorte som Onyx. De skifter afhængig af hvor tørstig han er.

### Evner og talenter
Han kan læse andres tanker.
Edward er meget musikalsk og spiller klaver som en virtuos. Han kan lide forskellige typer musik som klassisk, jazz, progressiv metal, alternativ rock og punk rock, men ikke country. Han foretrækker alternativ rock frem for populær musik. Han kan bedre lide musik fra 1950'erne end fra 1960'erne. Han kan ikke lide musik fra 1970'erne, men musik i 1980'erne var tålelig.
Edward beskrives som den hurtigste i Cullen-familien.

### Fortid
Edwards menneskelige liv i Chicago var lykkeligt, men uden de store begivenheder. Hans forældre var fra middelklassen, siden hans far var en advokat med succes. Den største bekymring for hans mor var det faktum at 1. verdenskrig var i fuld gang, og at Edward kun havde 1 år igen før at han kunne melde sig/blev indkaldt til krigen. Aldersgrænsen var blevet sænket til 18 år i August 1918.
I september samme år, slog den spanske syge til, som kostede begge hans forældre livet, og var nær ved at tage hans liv også. Edwards læge var  Carlisle Cullen, som reddede ham ved at forvandle ham til en vampyr. Edwards mor bad Carlisle om at redde Edward, fordi hun vidste atCarlisle kunne redde ham på en speciel måde og bønfaldt ham om at gøre det.
Siden da har Edward ladet som om han enten var Carlisles adoptivsøn eller Esme Cullens yngre bror før familien voksede. Han har gået to gange på medicinstudiet, men har aldrig arbejdet som læge.
Fra 1927 til og med 1931, havde Edward et "ungdomsoprør" og rejste for sig selv, før han vendte tilbage til Carlisle og Esme. Han tænkte at han kunne drikke blodet af mennesker som var virkelig onde ved at han brugte sit talent for at undgå uskyldige. Efterhånden kunne han ikke flygte, skylden over at tage så mange menneskelige liv, uanset hvor retfærdigt det var, så han vendte tilbage til Carlisle og Esme, som tog imod ham med åbne arme.
Omkring 1936 flyttede Edward til Forks sammen med sin familie, hvor de stødte på Quileute Indianerne, som har evnen til at forvandle sig til varulve. De lavede en pagt, der gik ud på at, varulvene ville lade familien Cullen være, så længe de ikke bed nogen mennesker og holdt sig væk fra Quileute indianernes område ved stranden La Push. Cullens levede i Forks nogle få år, før de flyttede..
I 2003 vendte Familien Cullen tilbage til Forks.  I 2005 møder Edward Isabella Swan, hvor Twilight serien begynder.

## Film

### Casting
Før castingen til rollen som Edward for alvor begyndte, menteStephenie Meyer "at selv om Edward var uomtvistelig den vanskeligste karakterer at caste, var han også den som jeg er mest heftig bestemt på. Den eneste skuespiller som jeg kan forestille mig, kunne komme nær til at være Edward Cullen er....Henry Cavill." "
Da filmen blev udvalgt af Summit Entertainment i Juli 2007, skrev Meyer: "Det mest skuffende for mig var at miste min perfekte Edward", siden Cavill var 24 år, og derfor for gammel til at kunne spille rollen realistisk.
Meyer skrev på hendes hjemmeside, at de 4 mest populære forslag fra fans til at spille Edward var Hayden Christensen, Robert Pattinson, Orlando Bloom ogGerard Way. 
Den 11. december 2007, blev det bekendtgjort at Robert Pattinson, kendt for sin rolle som Cedric Diggory i Harry Potter og Flammernes Pokal var blevet castet til rollen. Erik Feig, Summit Entertainment’s President of Production, skrev: "Det er altid en udfordring at finde den rigtige skuespiller for en person som er så virkelig for mange læsere, men vi tog ansvaret alvorligt og er sikre på at vi i Robert Pattinson, har fundet den perfekte Edward til vores Bella i Twilight." Meyer konstaterede: "Jeg er ekstatisk over Summits valg af Edward. Der er få skuespillere som kan se både farlige og smukke ud på samme tid, og endnu færre jeg kan forestille mig i mit hoved som Edward. Robert Pattinson vil blive fantastisk."
Twilights instruktør, Catherine Hardwicke, sagde under casting processen at "alle har en så ideel vision af Edward. De var rabiate [omkring hvem det jeg ville caste]. Som gamle damer som siger: "Du har bare med at gøre det rigtigt" Hun afslørede at hun i starten var overvældet af billederne af Pattinson, men sagde at på hans audition, som var en kærligheds scene med co-star Kristen Stewart: "Det var elektrisk. Rummet blev mindre, himmelen åbnede sig, og jeg følte, at dette ville komme til at blive godt."
Pattinson har indrømmet: "Jeg havde ingen ide om hvordan jeg skulle spille rollen, og det var en god ting at finde ud af ved auditionen. Jeg ønskede virkelig rollen, men jeg vidste virkelig ikke hvordan jeg skulle spille den. Jeg har ikke læst nogen af bøgerne. Og bare på grundlag af det, 'Jeg vil have dette job.' Det var mest på grund af Kristen." Tidlig 2008, Pattinson om fan backlash imod hans casting, afslører Entertainment Weekly at "Jeg stoppede med at læse [fansider og blogging] efter at jeg så poster hvor der stod 'Please, enhver anden’. '" Afslørede han til Evening Standard: "Bøgerne har en stor fanskare, og jeg har allerede sække med breve fra vrede fans, som siger at jeg umuligt kan spille Edward, fordi jeg er Diggory. Jeg håber at jeg kan bevise at de tager fejl."

### Udvikling
Efter et på-settet besøg i April 2008, mente Meyer at Pattinson og Stewart havde udviklet en så god kemi, "at det vil måske være årsag til hyperventilering". 
Pattinson afslørede at Meyer havde givet ham en tidlig kopi af Midnight Sun – en genfortælling af Twilight, skrevet med Edwards udgangspunkt. Han forklarede: "Derfor kunne jeg lide jobbet, fordi at fyren ikke eksisterede, så jeg kunne spille ham som jeg ville. Så, da jeg fandt ud af at der var en bog som var skrevet fra Edwards perspektiv, læste jeg den og det viste sig at vi havde samme perspektiv!" 
Som forberedelse for at spille rollen, skrev Pattinson dagbog som Edward og distancerede sig fra venner og familie, og forklarede det med at han "ønskede at isolere sig".
Fysisk, afslørede han: "Det var meningen at jeg skulle få en six-pack. Men det fungerede ikke." I en scene i historien, ses Edward, en begavet pianist, komponere en godnatsang for Bella. Pattinson fik muligheden for at komme med et forslag til denne scenen, Hardwicke sagde: "Jeg sagde til ham at han skulle skrive en, og vi ville se om det fungerede, fordi det ville være virkelig cool hvis det var Robs sang. Han er en dygtig musiker, en vældig kreativ sjæl, ligesom Edward. Han bare læser de mest interessante ting, og ser de mest interessante film og er vældig selvbevidst og går dybt ind i sit eksistentielle jeg." 
Meyer godkendte det ved at sige:  "Hvis Robert kunne skrive en godnatsang, vil det tilføje noget ekstra til det mystiske omkring filmen, vil det ikke?"
Mens to af Pattinsons sange er med i den endelige film, var det vuggesangen som til slut blev valgt, komponeret af Carter Burwell.
I april 2008 sagde Hardwicke entusiastisk, efter hendes overvældede reaktion efter at have set et fotografi af Pattinson for første gang: "Det som virkelig er godt ved ham er at når man ser ham virker han virkelig overjordisk. Jeg mener, han ser ikke ud som en fyr med et normalt udseende. Og når du læser bogen, tænker du: "Hvem i alverden kan leve op til denne beskrivelse?!" Men jeg mener at han gør det. Han har dette markerede ansigt, som der nøjagtigt er beskrevet i bogen. Når du læser om høje kindben og markerede kæbeline og alt, er det som: "Wow. Skrev hun dette for Rob?" 
Pattinson indrømmer, i et detaljeret interview om hvordan han forstår at leve Rebel Without a Cause ind i hans rolle som Edward, og siger; "Jeg tror vel at det er den type ting, som jeg synes er interessante, at han essentielt er helten i denne historie, men afviser det voldsomt. Som, at han selv hver gang han gør noget heltemodig, forsat tænker at han er [...] den mest latterlige, selviske, onde skabning som findes. [..] Han nægter og at acceptere Bellas kærlighed til time, samtidig med at han på en måde behøver den, som er essensen i hele historien."
I en optræden ved Comic-Con i juli 2008, mens filmen var i slutfasen, sagde  Pattinson om Twilight oplevelsen: "Mærkeligt. Du ved på en måde at det essentielt er hele bogen. Bogen har så mange fantatiske og loyale fans. Det er mærkeligt fordi folk relaterer sig med figuren med det samme, og ikke til dig som skuespiller." Pattinson har signeret en kontrakt til potentiel at spille Edward i Twilight og de efterfølgende film New Moon og Eclipse.

## Modtagelse
Larry Carroll fra MTV Movies så på Edward og Bella "en kærlighedshistorie som et forbillede for en hel generation", Kirkus Byronic".
Siden udgivelsen af Twilight, har "dashing" Edward, opnået en slags kultstatus, fulgt af millioner af ihærdige, mest kvindelige, fans verden over. 
Imidlertid, men figuren er blevet overvældende godt modtaget af læsere og er blevet kaldt "besættelse af teenagepiger", og flere kritiserer hans kararakter, specielt har anklager om seksuel diskrimination forekommet. 
Gina R. Dalfonzo fra National Review Online beskriver Edwards karakter som mental ustabil og et "rovdyr", ved at bruge eksempler som at han spionerer på Bella når hun sover, smuglytter til hendes samtaler, bestemmer hendes valg af venner, og opfordrer hende til at vildlede hendes far. Gina mener derfor at han er  "den bedste kandidat af moderne fiktion til at få et besøgsforbud." 
Kellan Rice fra  Blast Magazine kritiserer forholdet imellem Bella og Edward, ved at sige at det "romantiserer og idealiserer ...et tydelig usundt... forhold."